# Alicia Penalba
Alicia Penalba, född 7 augusti 1913 i Buenos Aires, död den 4 november 1982 i Paris, var en argentinsk skulptör, gobelängdesigner och vävare.

## Biografi
Penalba föddes i San Pedro, Buenos Aires-provinsen. Hon prövade från början en karriär inom teckning och målning, men år 1950, under sin vistelse i Paris, bestämde hon sig för att övergå helt till skulptur. Hon specialiserade sig på vertikala organiska former och hämtade inspiration från andra skulptörer som Etienne Martin och Etienne Hajdu. 
Penalbas verk är en del av den icke-figurativa abstrakta konströrelsen och kan förknippas med arbetet av Martin, Hajdu, François Stahly, Karl-Jean Longuet, Simone Boisecq och Marta Colvin som iscensatt en förnyelse av den skulpturala formen från 1950. I abstrakta bronser och keramiska totempåleliknande figurer ansluter hon sig närmast till en surrealistisk formvärld med uttalad känsla för det primitiva och outgrundliga. Hon var representerad på documenta III i Kassel 1964.
På 1960-talet förändrades hennes konstverk något till skulpturer av en mer horisontell orientering. Även om hon skapade många skulpturer i alla former och storlekar, är hon mest känd för sina monumentala stycken som kan hittas över hela världen. Hennes staty, Le Grand Double, 1962–1964 ingår i skulpturträdgården inom Kröller-Müller Museum i Otterlo, Nederländerna, medan hennes 1972-version visas utanför MGIC byggnaden i Milwaukee, Wisconsin, USA.

## Erhållna priser
- Prize, Calouste Gulbenkian Foundation, Paris, Frankrike (1974),
- Special Prize, Hakone First International Exhibition of Modern Sculpture, Ninotaira, Japan (1969),
- International Sculpture Prize, Sjätte Biennialen, São Paulo, Brasilien (1961).